# Alice Hoffman
Alice Hoffman (Nova Iorque, 16 de março de 1952) é uma escritora romancista americana. Conhecida por seu romance de 1996 Practical Magic, que foi adaptado para um filme de 1998 do mesmo nome.

## Obras

### Romances
- Property Of (1977)
- The Drowning Season (1979)
- Angel Landing (1980)
- White Horses (1982)
- Fortune's Daughter (1985)
- Illumination Night (1987)
- At Risk (1988)
- Seventh Heaven (1990)
- Turtle Moon (1992)
- Second Nature (1994)
- Practical Magic (1995)
- Here on Earth  (1997)
- Local Girls (1999)
- The River King (2000)
- Blue Diary (2001)
- The Probable Future (2003)
- Blackbird House (2004)
- The Ice Queen (2005)
- Skylight Confessions (2007)
- The Third Angel (2008)
- The Story Sisters (2009)
- The Red Garden (2011)
- The Dovekeepers (2011)
- The Museum of Extraordinary Things (2014)
- The Marriage of Opposites (2015)
- Faithful (2016)
- The Rules of Magic (2017) - Practical Magic Prequel

### Infanto-juvenil
- Aquamarine  (2001)
- Indigo (2002)
- Green Angel (2003)
- Water Tales: Aquamarine & Indigo (edição omnibus) (2003)
- The Foretelling (2005)
- Encantamento - no original Incantation (2006)
- Green Witch (2010)
- Green Heart (2012)

### Adolescentes
- O Pássaro da Noite - no original Nightbird (2015)

### Infantil
- Fireflies: A Winter's Tale (ilustrado por Wayne McLoughlin) (1999)
- Horsefly (pinturas de Steve Johnson e Lou Fancher) (2000)
- Moondog (com Wolfe Martin; ilustrado por Yumi Heo) (2004)